# Ultima Thulée
Ultima Thulée è il primo album in studio del gruppo musicale Blut Aus Nord, pubblicato il 1995 dalla Impure Creations Records.

## Tracce
1. Son of Hoarfrost - 6:01
2. Plain of Ida - 8:52
3. From Hlidskjalf - 7:42
4. My Prayer Beyond Ginnungagap - 5:10
5. 'Till I Perceive Bifrost - 7:06
6. On the Way to Vigrid - 5:54
7. Rigsthula - 3:57
8. Last Journey of Ringhorn - 7:36

## Formazione
- Vindsval - voce, chitarra
- W.D. Feld - batteria, tastiera